# Antepipona ceylonica
Antepipona ceylonica är en stekelart som först beskrevs av Henri Saussure 1867.  Antepipona ceylonica ingår i släktet Antepipona och familjen Eumenidae. Inga underarter finns listade i Catalogue of Life.